# Giuseppe Vignati
Giuseppe Vignati (Legnano, 29 maggio 1908 – ...) è stato un calciatore italiano, di ruolo centrocampista.

## Caratteristiche tecniche
Giocò nel ruolo di centrocampista

## Carriera
Dopo aver esordito nel Saronno nella stagione 1928-1929, giocò in Serie A con il Legnano.

## Palmarès

### Club
- Seconda Divisione: 1

Saronno: 1927-1928